# Therese Brandl
Therese Brandl (Staudach-Egerndach, 1º febbraio 1902 – Cracovia, 28 gennaio 1948) è stata una militare tedesca, guardia femminile delle SS nel campo di concentramento di Auschwitz I dal mese di marzo 1942. I suoi compiti inclusero la sorveglianza delle donne nei capannoni di smistamento in qualità di SS-Rapportaufseherin. Nell'ottobre 1942, fu trasferita al campo di sterminio di Auschwitz II appena aperto, a Birkenau. Fu condannata per crimini contro l'umanità dopo la guerra durante il processo di Auschwitz a Cracovia e giustiziata.

## Biografia
Nacque a Staudach-Egerndach, in Baviera, fu inviata nel campo di concentramento di Ravensbrück nel marzo 1940 per iniziare il suo addestramento sotto la SS-Oberaufseherin Johanna Langefeld. Inviata nel campo di Auschwitz I nel marzo 1942, Brandl fu impiegata nella lavanderia e presto fece carriera, fu promossa Erstaufseherin direttamente sotto il comando di Margot Dreschel e Maria Mandl. Nell'estate del 1943 ricevette una medaglia dal Reich per la sua "buona condotta" nei campi.
Prese parte alla selezione di donne e bambini da assassinare nelle camere a gas e abusò fisicamente dei prigionieri, compresi i bambini, come ricordò Andreas Larinciakos, un bambino di nove anni di Cles:"Mentre nel campo, il dottor Mengele mi ha prelevato il sangue molte volte. Nel novembre 1944 tutti i bambini furono trasferiti al campo A, il campo nomadi. Quando ci contarono, uno risultò disperso, così Mandl, la direttrice del campo femminile e la sua assistente, Brandl, ci portarono in macchina in strada all'una del mattino e ci fecero stare là al gelo fino al mezzogiorno del giorno dopo».
Nel novembre 1944, con l'avanzata dell'esercito sovietico, fu assegnata al sottocampo della foresta di Mühldorf nei pressi di Dachau insieme a Mandl e fu retrocessa ad Aufseherin. Sono emersi pochi rapporti sul comportamento di Brandl a Mühldorf. Alla fine fuggì da Mühldorf il 27 aprile 1945, alcune settimane prima dell'arrivo dell'esercito degli Stati Uniti.
Il 29 agosto 1945, l'esercito americano la arrestò sulle montagne bavaresi in Germania e la mandò in un campo di detenzione in attesa di essere interrogata. Nel novembre 1947 fu processata dalle autorità polacche insieme a Mandl, Luise Danz, Hildegard Lächert e Alice Orlowski nel processo di Auschwitz a Cracovia. Il 22 dicembre 1947, Brandl fu condannata per aver partecipato alla selezione dei detenuti da assassinare, fu impiccata in prigione il 28 gennaio 1948, quattro giorni prima del suo 46º compleanno.